# Гальбштадтська волость
Гальбштадтська волость — історична адміністративно-територіальна одиниця Бердянського повіту Таврійської губернії.
Станом на 1886 рік складалася з 34 поселень, 30 сільської громади. Населення — 13053 особи (6148 чоловічої статі та 5905 — жіночої), 1628 дворових господарств.
|                     | Площа, десятин | У тому числі орної, дес. |
| ------------------- | -------------- | ------------------------ |
| Сільських громад    | 53041          | 36356                    |
| Приватної власності | 689            | 293                      |
| Казенної власності  | 1440           | —                        |
| Іншої власності     | 11405          | 11339                    |
| Загалом             | 66575          | 47988                    |

Поселення волості:
- Гальбштадт — колонія німців при річці Молочній, 569 осіб, 60 дворів, школа, цегельний завод, оцтовий завод, 2 пивоварних заводи, суконна фабрика, 3 лавки, трактир.
- Гнаденгейм — колонія німців при річці Бегим-Чокрак, 371 особа, 56 дворів, школа, лавка.
- Клефельд (Александркроне) — колонія німців при річці Юшанли, 1108 осіб, 154 двори, 2 школи, лавка.